# Budy Iłowskie (gromada)
Budy Iłowskie – dawna gromada, czyli najmniejsza jednostka podziału terytorialnego Polskiej Rzeczypospolitej Ludowej w latach 1954–1972.
Gromady, z gromadzkimi radami narodowymi (GRN) jako organami władzy najniższego stopnia na wsi, funkcjonowały od reformy reorganizującej administrację wiejską przeprowadzonej jesienią 1954 do momentu ich zniesienia z dniem 1 stycznia 1973, tym samym wypierając organizację gminną w latach 1954–1972.
Gromadę Budy Iłowskie z siedzibą GRN w Budach Iłowskich utworzono – jako jedną z 8759 gromad na obszarze Polski – w powiecie sochaczewskim w woj. warszawskim, na mocy uchwały nr VI/10/4/54 WRN w Warszawie z dnia 5 października 1954. W skład jednostki weszły obszary dotychczasowych gromad Budy Iłowskie, Lubatka, Łaziska, Nowa Wieś, Olunin, Rokocina, Rzepki i Szarglew ze zniesionej gminy Iłów oraz obszar dotychczasowej gromady Rokicina ze zniesionej gminy Młodzieszyn w tymże powiecie. Dla gromady ustalono 11 członków gromadzkiej rady narodowej.
31 grudnia 1959 z gromady Budy Iłowskie wyłączono (a) wieś Rokicina Młodzieska, włączając ją do gromady Młodzieszyn oraz (b) wieś Nowa Wieś, włączając ją do gromady Kamion w tymże powiecie, po czym gromadę Budy Iłowskie zniesiono a jej (pozostały) obszar włączono do gromady Iłów tamże.